# Стехны
Стехны (латыш. Stehni) — деревня в России, в Пыталовском районе Псковской области.
Бывший в 1995—2015 гг. административный центр Утроинской волости.
Деревня расположена в 12 км к северо-востоку от города Пыталово.
C 1920 до 1944 гг. входила в состав Аугшпилсской волости Яунлатгальского (Абренского) уезда Латвии.

## Население
| 2001 | 2002 | 2010 |
| ---- | ---- | ---- |
| 320  | ↘276 | ↘182 |

Численность населения деревни к началу 2001 года составляла 320 жителей.